# Ornipholidotos paradoxa
Ornipholidotos paradoxa är en fjärilsart som beskrevs av Druce 1910. Ornipholidotos paradoxa ingår i släktet Ornipholidotos och familjen juvelvingar. Inga underarter finns listade i Catalogue of Life.

## Bildgalleri

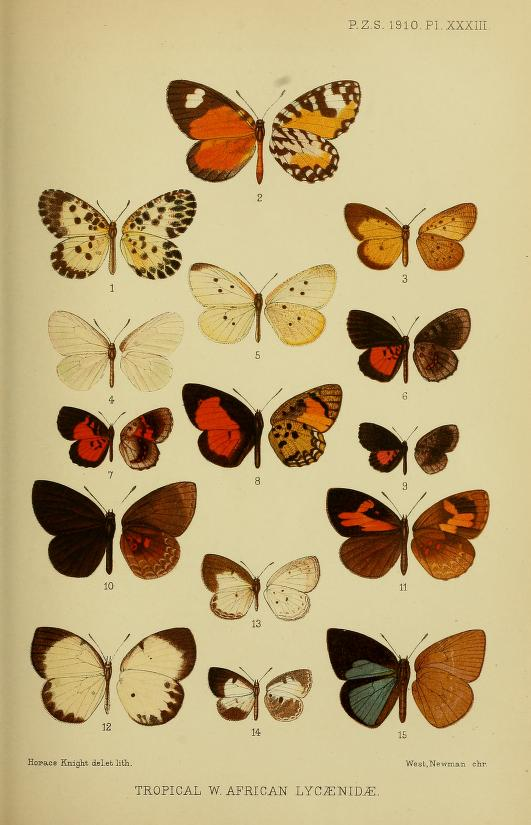